# Bellecombe
Pour les articles homonymes, voir Bellecombe (homonymie).
Bellecombe est une commune française située dans le département du Jura, dans la région culturelle et historique de Franche-Comté et la région administrative Bourgogne-Franche-Comté.

## Géographie

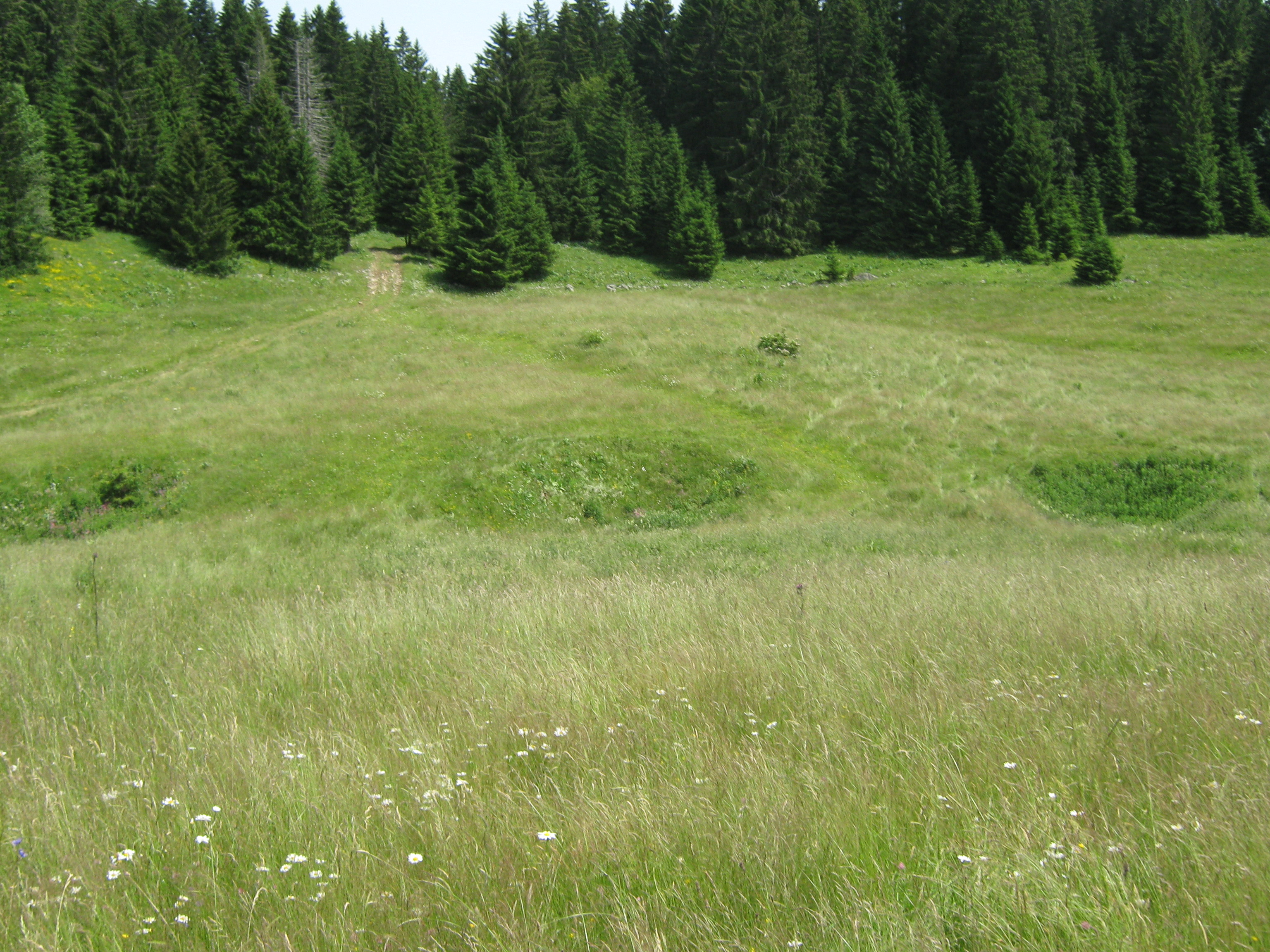
La doline de Salette.

Bellecombe est située dans le Haut-Jura. Cette commune a la particularité de ne pas posséder de village-centre : il s'agit d'un regroupement de différents hameaux. Le secrétariat de mairie est installé au hameau de Boulème, là où la RD 292 E2 se termine. La mairie elle est située au centre de la commune excentré de la route principale. C'était de 1836 à 1974 l'une des écoles primaires de la commune.

### Climat
Pour des articles plus généraux, voir Climat de la Bourgogne-Franche-Comté et Climat du département du Jura.
En 2010, le climat de la commune est de type climat de montagne, selon une étude du Centre national de la recherche scientifique s'appuyant sur une série de données couvrant la période 1971-2000. En 2020, Météo-France publie une typologie des climats de la France métropolitaine dans laquelle la commune est exposée à un climat de montagne ou de marges de montagne et est dans la région climatique Jura, caractérisée par une forte pluviométrie en toutes saisons (1 000 à 1 500 mm/an), des hivers rigoureux et un ensoleillement médiocre.
Pour la période 1971-2000, la température annuelle moyenne est de 5,9 °C, avec une amplitude thermique annuelle de 15,7 °C. Le cumul annuel moyen de précipitations est de 2 156 mm, avec 13,1 jours de précipitations en janvier et 10,8 jours en juillet. Pour la période 1991-2020, la température moyenne annuelle observée sur la station météorologique de Météo-France la plus proche, « La Pesse », sur la commune de La Pesse à 7 km à vol d'oiseau, est de 6,9 °C et le cumul annuel moyen de précipitations est de 1 659,9 mm. 
La température maximale relevée sur cette station est de 33,5 °C, atteinte le 24 juillet 2019 ; la température minimale est de −23,4 °C, atteinte le 5 février 2012,,.
Les paramètres climatiques de la commune ont été estimés pour le milieu du siècle (2041-2070) selon différents scénarios d'émission de gaz à effet de serre à partir des nouvelles projections climatiques de référence DRIAS-2020. Ils sont consultables sur un site dédié publié par Météo-France en novembre 2022.

## Urbanisme

### Typologie
Au 1er janvier 2024, Bellecombe est catégorisée commune rurale à habitat très dispersé, selon la nouvelle grille communale de densité à sept niveaux définie par l'Insee en 2022.
Elle est située hors unité urbaine. Par ailleurs la commune fait partie de l'aire d'attraction de Saint-Claude, dont elle est une commune de la couronne,. Cette aire, qui regroupe 18 communes, est catégorisée dans les aires de moins de 50 000 habitants,.

### Occupation des sols
L'occupation des sols de la commune, telle qu'elle ressort de la base de données européenne d’occupation biophysique des sols Corine Land Cover (CLC), est marquée par l'importance des forêts et milieux semi-naturels (54,2 % en 2018), une proportion identique à celle de 1990 (54,2 %). La répartition détaillée en 2018 est la suivante :
forêts (51,9 %), prairies (45,8 %), milieux à végétation arbustive et/ou herbacée (2,4 %). L'évolution de l’occupation des sols de la commune et de ses infrastructures peut être observée sur les différentes représentations cartographiques du territoire : la carte de Cassini (XVIIIe siècle), la carte d'état-major (1820-1866) et les cartes ou photos aériennes de l'IGN pour la période actuelle (1950 à aujourd'hui).

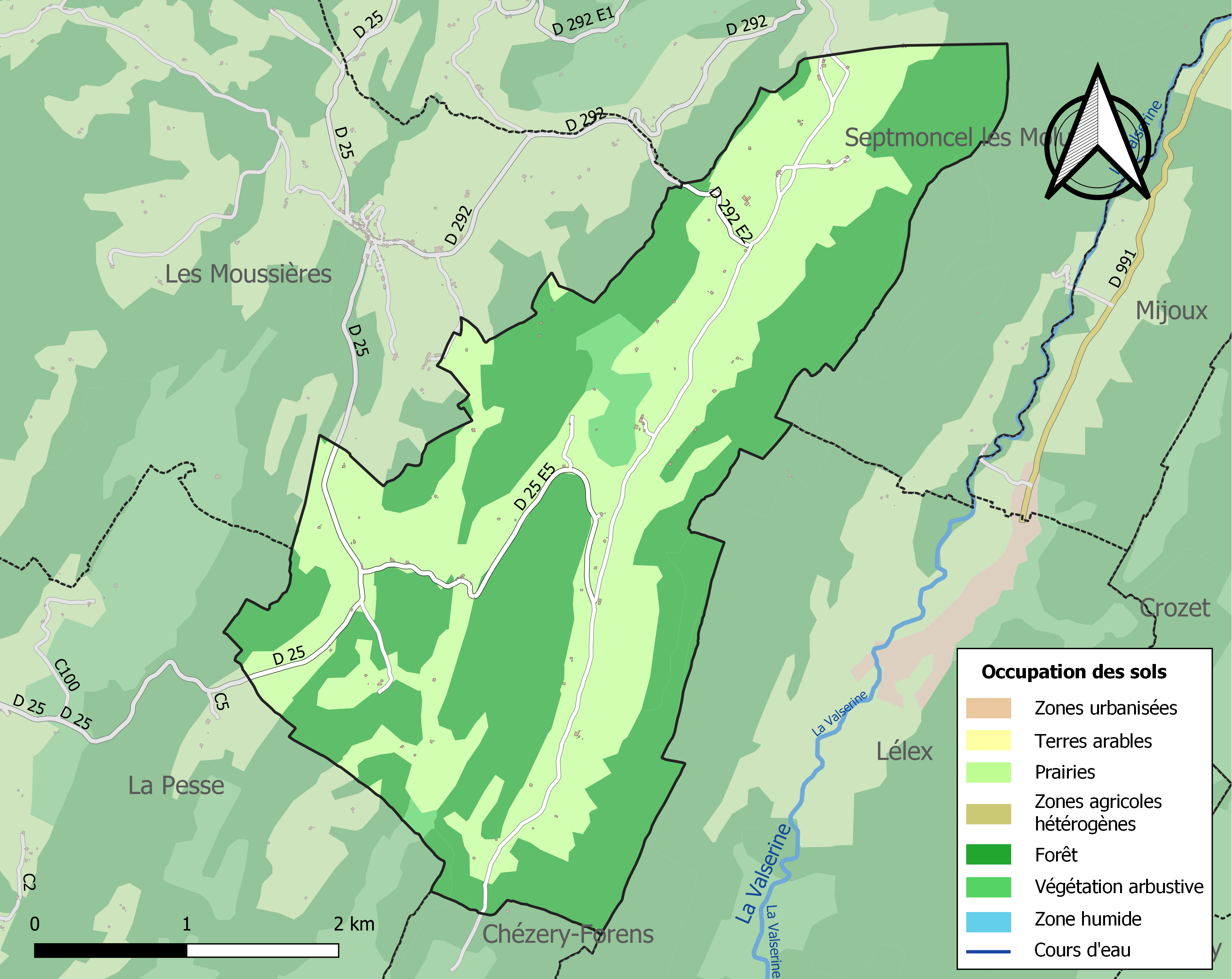
Carte des infrastructures et de l'occupation des sols de la commune en 2018 (CLC).

## Politique et administration
| Période      | Période        | Identité             | Étiquette | Qualité                                          |
| ------------ | -------------- | -------------------- | --------- | ------------------------------------------------ |
| 1805         | 1806           | Grospelier Joseph    |           |                                                  |
| 1807         | 1831           | Barbe Roland         |           | cultivateur                                      |
| 1831         | 1847           | Gros Jean Joseph     |           |                                                  |
| 1848         | 1856           | Gros Célestin        |           | cultivateur                                      |
| 1858         | 1865           | Gros Camille         |           | cultivateur                                      |
| 1866         | septembre 1870 | Gros Joseph Marie    |           | cultivateur                                      |
| octobre 1870 | avril 1871     | Durafour Jean Claude |           | Maire provisoire                                 |
| mai 1871     | 1874           | Gros Joseph Marie    |           | cultivateur                                      |
| 1875         | 1889           | Gros Emile           |           | instituteur, géomètre, décédé en cours de mandat |
| 1890         | 1891           | Gros Léopold Daniel  |           | cultivateur                                      |
| 1892         | 1908           | Gros Ferjus          |           | cultivateur                                      |
| 1909         | au moins 1922  | Gros Léon            |           |                                                  |
| mars 2001    | mars 2008      | Mercier Gérard       |           | Retraité                                         |
| mars 2008    | 2020           | Fellmann Bernard     | PCF       | Retraité                                         |
| 2020         | En cours       | Gros Stéphane        |           |                                                  |

## Démographie
L'évolution du nombre d'habitants est connue à travers les recensements de la population effectués dans la commune depuis 1793. Pour les communes de moins de 10 000 habitants, une enquête de recensement portant sur toute la population est réalisée tous les cinq ans, les populations de référence des années intermédiaires étant quant à elles estimées par interpolation ou extrapolation. Pour la commune, le premier recensement exhaustif entrant dans le cadre du nouveau dispositif a été réalisé en 2005.

En 2022, la commune comptait 74 habitants, en évolution de +15,63 % par rapport à 2016 (Jura : −0,81 %, France hors Mayotte : +2,11 %).
| 1793 | 1800 | 1806 | 1821 | 1831 | 1836 | 1841 | 1846 | 1851 |
| ---- | ---- | ---- | ---- | ---- | ---- | ---- | ---- | ---- |
| 468  | 403  | 463  | 393  | 409  | 428  | 412  | 433  | 412  |

| 1856 | 1861 | 1866 | 1872 | 1876 | 1881 | 1886 | 1891 | 1896 |
| ---- | ---- | ---- | ---- | ---- | ---- | ---- | ---- | ---- |
| 390  | 367  | 366  | 369  | 369  | 392  | 361  | 356  | 334  |

| 1901 | 1906 | 1911 | 1921 | 1926 | 1931 | 1936 | 1946 | 1954 |
| ---- | ---- | ---- | ---- | ---- | ---- | ---- | ---- | ---- |
| 319  | 300  | 284  | 218  | 210  | 180  | 168  | 152  | 130  |

| 1962 | 1968 | 1975 | 1982 | 1990 | 1999 | 2005 | 2006 | 2010 |
| ---- | ---- | ---- | ---- | ---- | ---- | ---- | ---- | ---- |
| 113  | 113  | 77   | 75   | 71   | 92   | 91   | 91   | 79   |

| 2015 | 2020 | 2022 | - | - | - | - | - | - |
| ---- | ---- | ---- | - | - | - | - | - | - |
| 65   | 75   | 74   | - | - | - | - | - | - |

## Culture locale et patrimoine

### Lieux et monuments
- Fermes (XVIIe, XVIIIe et XIXe s.), inscrites à l'IGPC depuis 1994[18],[19],[20],[21],[22].
- Fromageries (XIXe et XXe s.), inscrites à l'IGPC depuis 1994[23],[24].
- Début 2017, la commune est « réputée sans clochers »[25].

### Personnalités liées à la commune
- Cyriane Clerc (2005-) : auteure, compositrice, interprète
- La famille Mathieu (célèbre famille fondatrice du village) :
- Tristan Mathieu (1997-): riche cowboy
- Juliane Mathieu (2004-): célébrités internationales connu pour son humour et sa beauté
- Gaëtane Mathieu (VI av. J.-C.) relique historique du village
- Raphaël Mathieu (1967-) l’aigri du village
- Isabelle Mathieu (1967-) druide attitrée du village